# Сан Мано (Фрозиноне)
Сан Мано је насеље у Италији у округу Фрозиноне, региону Лацио.
Према процени из 2011. у насељу је живело 434 становника. Насеље се налази на надморској висини од 270 м.